# Киватин (регија)
Киватин (енгл. Keewatin Region, Northwest Territories) је била регија северозападних територија, која се користила као административна и статистичка подела све до стварања Нунавута 1999. године. Већински део регије Киватин падала је на нунавутској страни границе и поново је конституисана као регион Кивалик унутар нове територије, док је трака на западној страни региона која је остала на „северозападној територији” пребачена у регију Форт Смит. Кивалик се и даље назива „регија Киватин, Нунавут“ у неким околностима, као што је Статистички завод Канаде.
Регионално седиште регије Киватин било је место Ренкин Инлет.